# Inteligence (Josef Mařatka)
Inteligence je bronzová plastika ženy s knihou v Praze 8 – Karlín. Nachází se na Lyčkově náměstí v geomorfologickém celku Pražská plošina.

## Historie a popis
Plastiku inteligence, která je významným dílem českého sochařství, vytvořil český sochař Josef Mařatka (1874–1937) v roce 1910, kdy vznikla také Pískovcová předloha. Dílo alegoricky ztvárňuje lidskou inteligenci jako mladou štíhlou ženu stojící v kontrapostu, s mírně předkloněnou hlavou, oblečenou v dlouhých splývavých šatech a držící v levé ruce knihu. Žena přemýšlí a je ponořená ve vnitřních myšlenkách a její vážný a procítěný výraz jí dělá klidnou a působivou osobou. Dílo ukazuje na sílu myšlenek a vnitřního poznání. Na soklu je signována: „Jos. Mařatka. fec.“ Plastika je umístěna na kvádrovém soklu.

## Další informace
Dílo je celoročně volně přístupné. Jiný odlitek plastiky je umístěn na Ústředním hřbitově v Plzni.

## Galerie

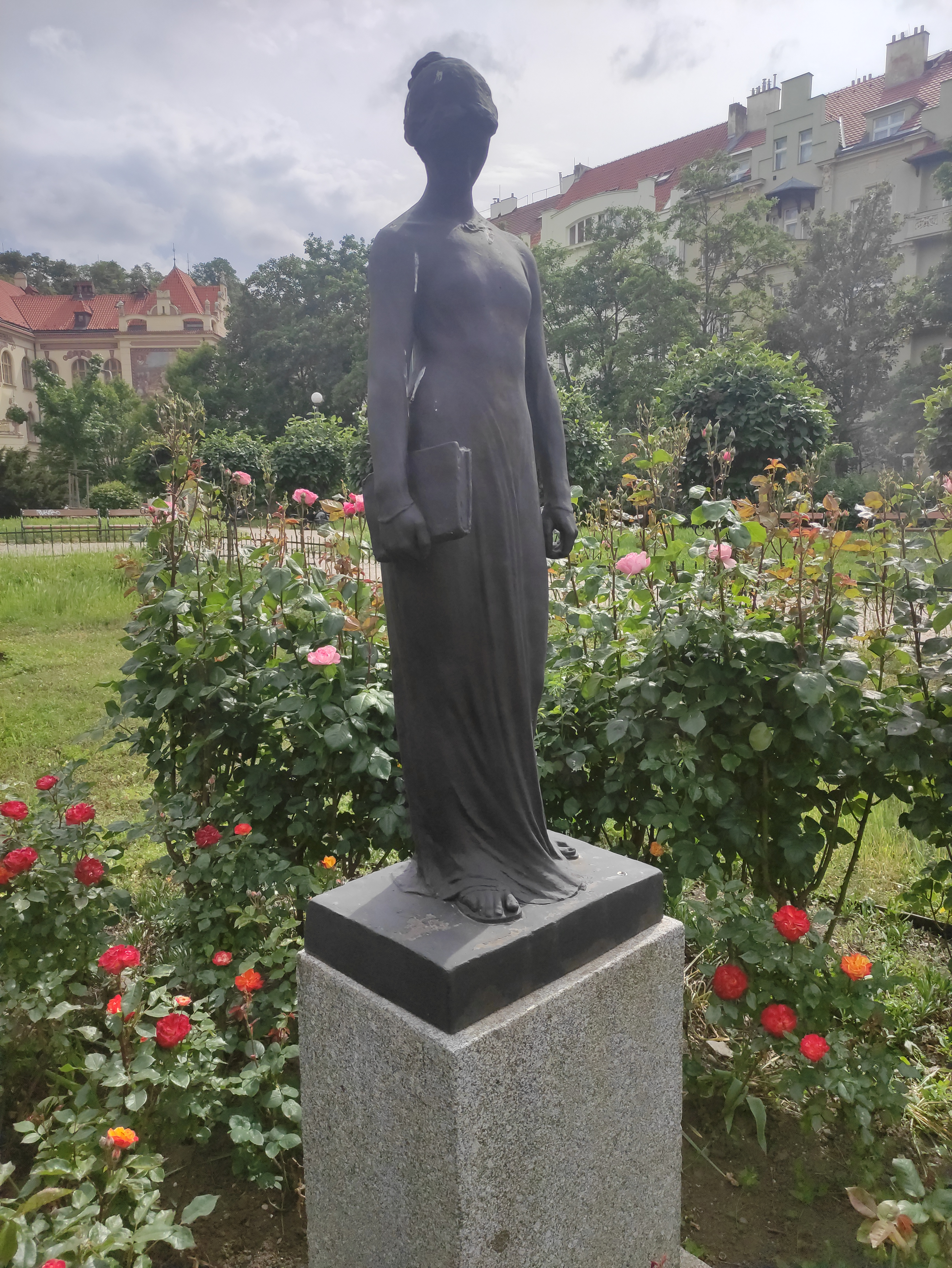
Detail díla
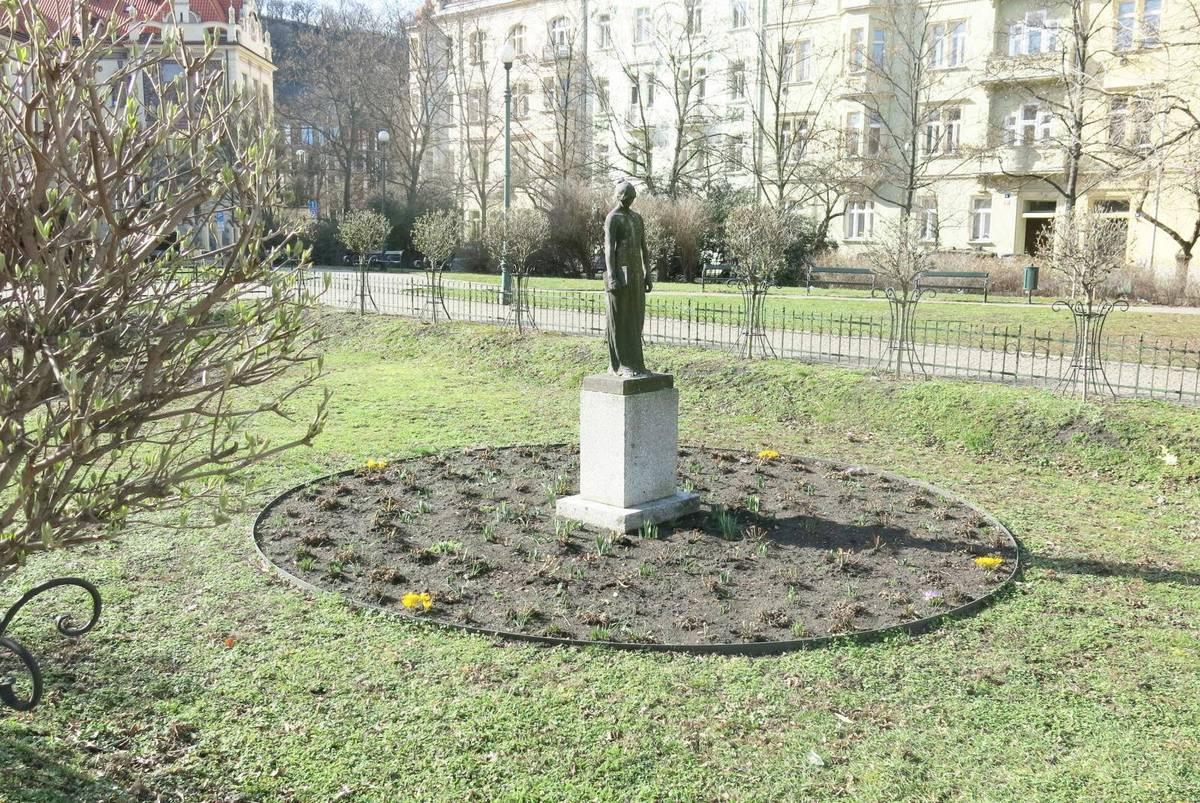
Socha a její upravené okolí
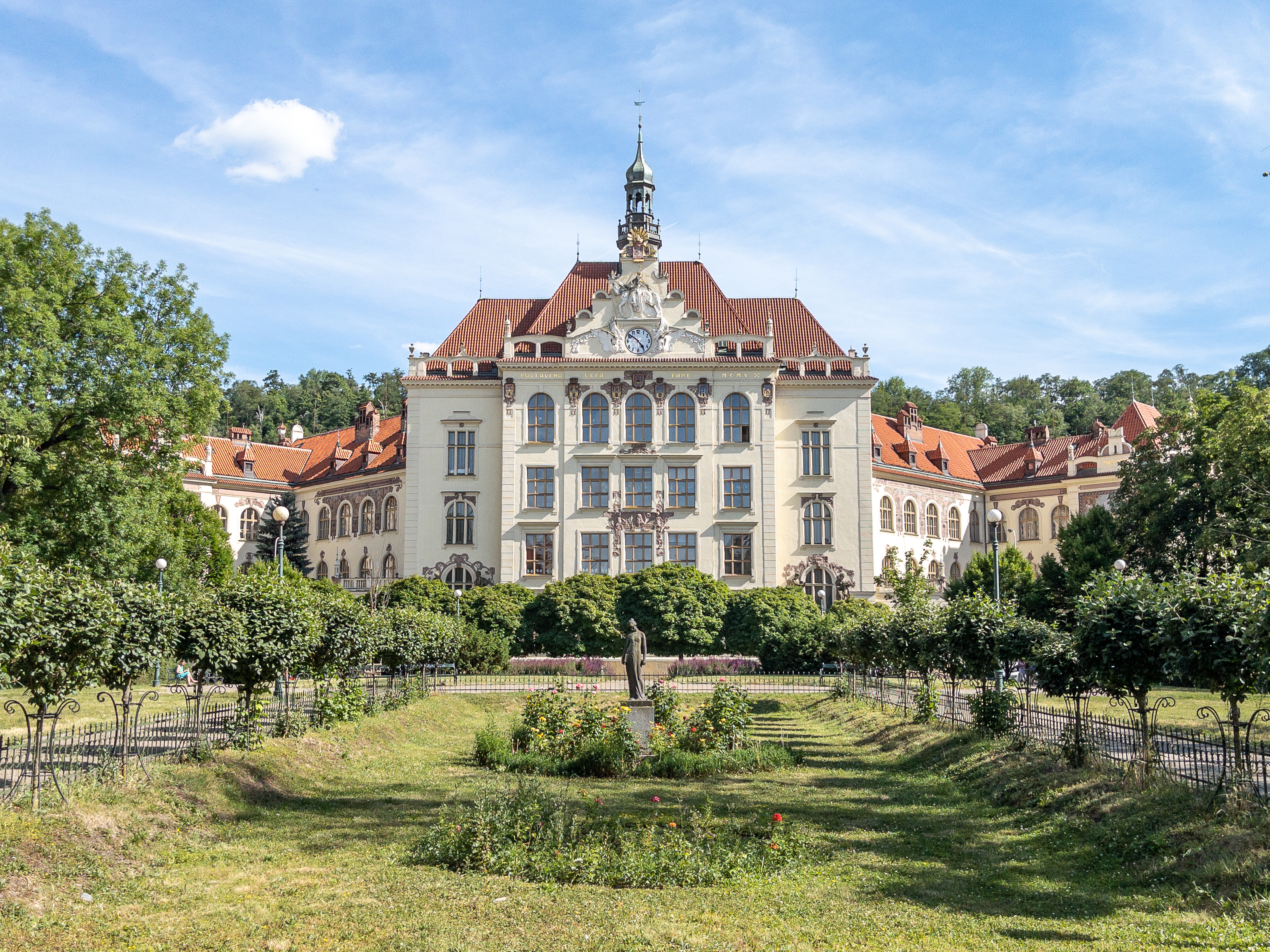
Lyčkovo náměstí